# Wiersberg
Wiersberg ist ein Ortsteil der Stadt Hennef (Sieg) im Rhein-Sieg-Kreis in Nordrhein-Westfalen. 

## Lage
Der Weiler liegt in einer Höhe von 220 Metern über N.N. auf den Hängen des Westerwaldes. Nachbarorte sind Wellesberg im Osten, Sand im Süden, Waschpohl im Südwesten und Kurscheid im Nordwesten.

## Geschichte
1910 gab es in Wiersberg die Haushalte Fabrikarbeiter Peter Faßbender, Anna Hombach ohne Gewerbe, Ackerer Johann Jungbluth, die Ackerer Johann Josef und Peter Kirschbaum, Konrad Linke und Ackerer Theodor Schmitz.
Bis zum 1. August 1969 gehörte Wiersberg zur Gemeinde Uckerath. Im Rahmen der kommunalen Neugliederung des Raumes Bonn wurde Uckerath, damit auch der Ort Wiersberg, der damals neuen amtsfreien Gemeinde „Hennef (Sieg)“ zugeordnet.